# Patricia González Viñoly
Patricia Pata González Viñoly (Colonia de Sacramento, 1 de mayo de 1986) es una politóloga y feminista uruguaya, militante del sector Ir del Frente Amplio. Entre 2015 y 2019 fue la directora de la Asesoría para la Igualdad de Género de la Intendencia de Montevideo.

## Trayectoria
Es licenciada en Ciencias Políticas por la Universidad de la República, egresada en 2012 y especializada en género. Trabajó como coordinadora de campo de Factum. Se recibió mientras trabajaba en la Dirección Nacional de Políticas Sociales del Ministerio de Desarrollo Social. González  afirmó que allí trabajó en "(...) cuestiones relacionadas con la afrodescendencia, con las políticas para personas trans y con las mujeres migrantes."
En 2012, se afilió al Frente Amplio y comenzó a militar en el cuadro activo de los Cabezas de Termo, Cuando Daniel Martínez asumió la Intendencia de Montevideo, la convocó para ser directora de la Secretaría de la Mujer, dependencia que funcionaba dentro del área de desarrollo social. Durante la gestión de González, pasó a ser Asesoría para la Igualdad de Género, área que depende directamente del intendente, "(...) convenciendo a todos y a todas de que este es un tema transversal, no es un tema social ni un tema de cambio de los patrones culturales, es un tema estructurante y tiene que trabajarse en todos los departamentos."
En 2019, fue designada coordinadora general de la campaña para la candidatura presidencial de Daniel Martínez y encabezó la lista 949, “El Abrazo” para la Cámara de Diputados.
Ha participado en calidad de exponente y organizadora en seminarios y congresos nacionales e internacionales.

### Publicaciones
- Mujeres en cifras ː el acceso de las mujeres a espacios de poder en Uruguay (2013), en coautoría con Niki Johnson.[8]
- Acciones afirmativas: el caso de la Tarjeta Uruguay Social para población trans (2015), en coautoría con Patricia P. Gainza.[9]